# إنكار الإبادة الجماعية في رواندا
يعتبر إنكار الإبادة الجماعية في رواندا بأنه التأكيد على أن الإبادة الجماعية في رواندا لم تحدث بنفس الطريقة أو الدرجة التي وصفها الباحثون. يعترف باحثو الإبادات بالإبادة الجماعية في رواندا على نطاق واسع باعتبارها واحدة من أكبر الإبادات الجماعية الحديثة، وتُشير العديد من المصادر إلى أن العدد الهائل للقتلى هو بمثابة دليل على وجود خطة منهجية منظمة لإبادة الضحايا. يُعتبر نكران الإبادة الجماعية في رواندا جريمة فيها.

## نكران المسؤولين
ادعى أحد كبار شعب توتسي ومسؤول بالأمم المتحدة أنه لم تحدث أية إبادة جماعية للتوتسي على الإطلاق: أنطوان نايتيرا، الذي ادعى وجود أصول مَلكية لقبيلة التوتسي، وممثل الأمم المتحدة السابق في رواندا، جاك رور بوه بوه، الذي صرح بأن «الادعاء بحدوث إبادة جماعية هو أمر أقرب إلى السياسات السريالية أكثر من كونه حقيقة».

## هيرمان وبيترسون
في كتاب سياسات الإبادة الجماعية عام 2010 للاقتصادي إدوارد هيرمان وديفيد بيترسون، لم ينكر الكاتبان حجم القتل خلال فترة العنف الشديد من أبريل إلى يوليو عام 1994، لكنهما شككا بتوزيع الضحايا على مدار تلك الأشهر وقالا أن غالبية القتلى كانوا من الهوتو وليس من التوتسي. اتهمهما النقاد بإنكارهما للإبادة الجماعية لكن هذه الاتهامات قوبلت برفض هيرمان وبيترسون.
يذهب كتابهما لأبعد بكثير من الآخرين المشككين بإجماع الرأي حيال الإبادة الجماعية: يُصرح بأن المعلومات المنتشرة ليست ببساطة خاطئة جزئيًا، لكنها في الواقع «خط دعائي....قلَبَ الجاني والضحية رأسًا على عقب». ينتقد هذا الثنائي الجوانب الرئيسية لتقرير هيومن رايتس ووتش الذي أجرته أليسون دي فورجيس ويؤكدان على أنها تحجب قضية من اغتال هابياريمانا (ويقولان أنه من الجلي أن الفاعل هو الجبهة الوطنية الرواندية)، وأنه خلافًا لنتائج تقرير دي فورجيس يُعتبر النظام الوحيد المخطط جيدًا للعنف الجماعي المرتكب بعد القتل هو غزو الجبهة الوطنية الرواندية لإزاحة الهوتو عن السلطة. خلص هيرمان وبيترسون في نهاية المطاف إلى أن الجبهة الوطنية الرواندية هي «المقترف الرئيسي للإبادة الجماعية» في حين كان الإنترهيموي هم «الضحايا الفعليين للجبهة الوطنية الراوندية».
يشير كتابهما إلى أن النسخة المقبولة من رواية أحداث عام 1994 تتضمن أن رواندا هي «الحالة الأولى في التاريخ حيث تتمكن أقلية من السكان، تعاني الدمار على أيدي المعذبين، من  إزاحة معذبيها عن السلطة وتبسط سيطرتها على البلد، وكل هذا في فترة أقل من مئة يوم»، ويعتقد الراويان هيرمان وبيترسون أنه «أمر مذهل في حدود قصوى».
انتقد الأخصائي الإفريقي غيرالد كابلان وصف بيرتسون وهيرمان متهمًا إياهما بقوله «أن السبب الذي مكن أعضاء الهوتو في الحكومة من التخطيط لإبادة جماعية ضد التوتسي لم يُفسر إطلاقًا». وصف جيمس ويزي، السكرتير الأول في المفوضية العليا الرواندية في لندن، موقف هيرمان وبيترسون من الإبادة الجماعية بأنه «مؤسف». قارن العالم آدم جونز مقاربة هيرمان وبيترسون بإنكار الهولوكوست.

## رواندا، القصة التي لم يسمع بها أحد
بثت قناة بي بي سي فيلمًا وثائقيًا، بعنوان قصة رواندا التي لم يسمع بها أحد، شكك بالوصف التاريخي المقبول وشمل مقابلات مع الباحثين الأمريكيين كريستيلن دافينبورت وآلان سي ستام الذي ادعى أن معظم الضحايا ربما كانوا من الهوتو. بعد ذلك، وافق البرلمان الرواندي على قرار يقضي بمنع بث قناة بي بي سي في البلاد.

## بيتر إرلايندر
يشكك المحامي الأميركي بيتر إرلايندر، الذي كان محامي الدفاع الرئيسي للمحكمة الجنائية الدولية لرواندا في الأمم المتحدة، بالتخطيط للقتل ويخلص إلى أن مقتل التوتسي لا يجب أن يُسمى إبادة جماعية.